# Bossaball

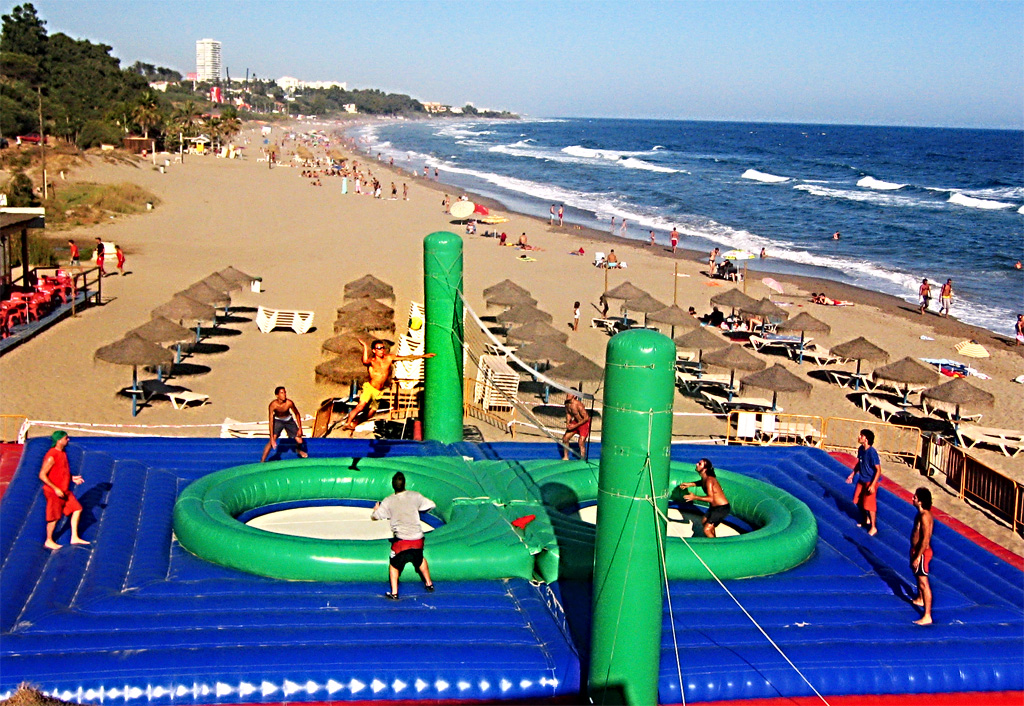
Überblick auf ein Bossaball-Spielfeld

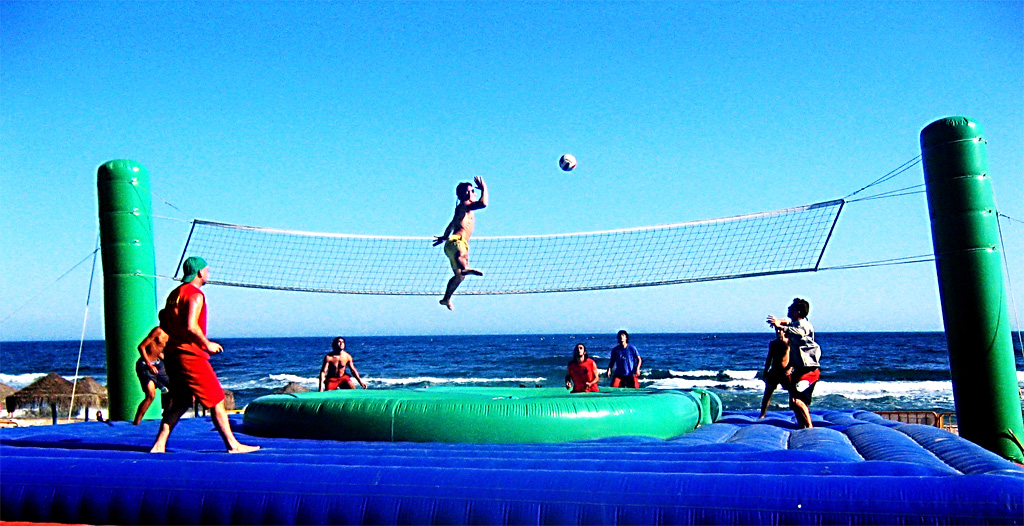
Angreifer kurz davor zu schmettern

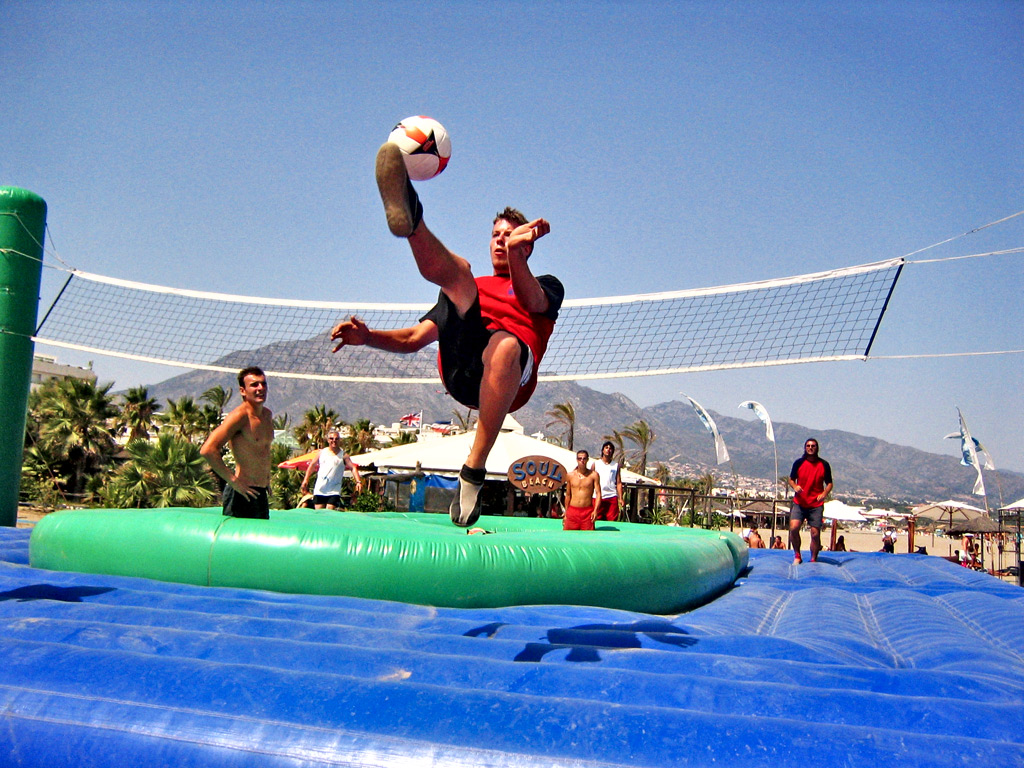
Angabe (Serve) mit dem Fuß

Bossaball ist eine Teamsportart, die von zwei Mannschaften mit je zwei bis fünf Spielern gespielt wird. Sie wurde zwischen 2003 und 2005 in Spanien von Filip Eyckmans erfunden und kombiniert die Sportarten Volleyball, Fußball, Turnen und Akrobatik. Gespielt wird auf einem riesigen Luftkissen, das durch ein Netz in der Mitte in zwei Spielhälften geteilt wird. Auf jeder Hälfte befindet sich ein Trampolin, das den Spielern viele Techniken und Spielweisen eröffnet.

## Geschichte
Die Anfänge von Bossaball liegen in Spanien, wo der gebürtige Belgier Filip Eyckmans 2003 mit dem Entwickeln der Grundzüge für die neue Sportart begann. Filip Eyckmans, ein ehemaliger Spieler in der belgischen Tennis-Nationalmannschaft, ließ sich auf einer seiner vielen Reisen nach Brasilien von dem afro-brasilianischen Kampftanz Capoeira inspirieren. Ebenso beeindruckte ihn die Strandkultur Brasiliens, in der sich Fußball, Volleyball, Tänze und Musik vereinten und er ließ all diese Eindrücke wichtige Elemente von Bossaball werden. Bei der Namensgebung ließ sich Filip Eyckmans von dem brasilianischen Tanz Bossa Nova beeinflussen, was übersetzt so viel wie „neue Welle“ bedeutet. Inzwischen haben sich in vielen Ländern Bossaball-Vereine gegründet, die untereinander auch internationale Turniere austragen. Die meisten aktiven Spieler gibt es derzeit in Spanien, Brasilien, Holland und mittlerweile auch in Deutschland. Jedoch existiert in Deutschland noch kein übergreifender Verband. Seit 2006 kooperiert Bossaball mit der NeVoBo (Nederlandse Volleybal Bond), der niederländischen Volleyballnationalmannschaft und durch diese enge Zusammenarbeit kamen innerhalb von zwei Jahren in den Niederlanden über 200 Bossaball-Events zustande.

## Spielfeld
Das Spielfeld beim Bossaball besteht aus einem 18 mal 14 Meter großen Luftkissen, welches in der Mitte durch ein höhenverstellbares Netz geteilt wird. Je nach Spielstärke der Mannschaften kann das Netz höher oder niedriger eingestellt werden. Im Wesentlichen besteht das Spielfeld aus vier Bereichen:
- der Sicherheitszone, die das Spielfeld umgibt (hellblau),
- dem Spielfeld (blau),
- dem runden Trampolin mit einem Durchmesser von 3,45 Metern (grün),
- und dem Bossawall, der das Trampolin umrandet (rot).

## Mannschaften und Gameplay
Beim Bossaball stehen sich immer zwei Mannschaften mit je drei bis fünf Spielern gegenüber. Im internationalen Wettkampf ist die Spieleranzahl auf maximal vier Spieler pro Team festgelegt. Pro Mannschaft bezieht ein Spieler die Position auf dem Trampolin, die restlichen Mitspieler verteilen sich auf dem restlichen Spielfeld. Ein Spieler der aufschlagenden Mannschaft wirft oder tritt den Ball in die Luft und versucht diesen durch einen Schuss mit dem Fuß oder durch einen Schlag über das Netz auf die andere Spielhälfte zu befördern. Die gegnerische Mannschaft muss nun mit einer Kombination aus maximal fünf Ballkontakten (sechs bei Freizeitspielen) versuchen, den Ball über das Netz zurück auf die andere Spielfeldhälfte zu bringen. Diese Ballkontakte können mit jedem beliebigen Körperteil gemacht werden, zum Beispiel durch einen Volley Touch oder einen Soccer Touch. Dabei ist es den Spielern nicht erlaubt, das Netz zu berühren, und sie müssen immer mit mindestens einem Körperteil auf der eigenen Spielfeldhälfte sein.
Ein Ballwechsel endet, wenn mit dem Ball eine der sogenannten Scoring Zones getroffen wird oder eine Mannschaft es nicht schafft, den Ball innerhalb der erlaubten Ballkontakte über das Netz auf die andere Spielfeldhälfte zu befördern. Die zwei Scoring Zones sind das gegnerische Spielfeld und das gegnerische Trampolin. Die Punktevergabe verläuft wie folgt:
- Punkten mit einem Volley Touch:
  - 1 Punkt wenn der Ball das Spielfeld trifft,
  - 3 Punkte wenn der Ball das Trampolin trifft.
- Punkten mit einem Soccer Touch:
  - 3 Punkte wenn der Ball das Spielfeld trifft,
  - 5 Punkte wenn der Ball das Trampolin trifft.
- Punkten durch Fehler des Gegners:
  - 1 Punkt wenn der Gegner den Ball ins Aus, ins Netz oder ins eigene Feld spielt oder einen Fehler bei den erlaubten Ballkontakten macht.

Gewonnen hat die Mannschaft, die es als erstes schafft, 25 Punkte mit mindestens zwei Punkten Vorsprung zu erzielen.

## Musik und „Samba Referees“
Die Musik ist ein besonders wichtiger Aspekt beim Bossaball. Das Wort Bossa wird oft mit dem Begriff Bossa Nova in Verbindung gebracht, einer brasilianischen Musikrichtung mit Einflüssen aus dem Samba, welche bei einem Bossaball-Event sehr oft gespielt wird. Zuständig für die Musik ist der sogenannte Samba Referee. Ausgestattet mit einer Flöte, einem Mikrofon, Perkussions und einem DJ-Pult sorgt dieser für die richtige Stimmung und heizt so die Zuschauer, aber auch die Spieler an. Jedoch ist der Samba Referee nicht nur für die Musik zuständig, sondern hat gleichzeitig auch noch die Schiedsrichterfunktion inne. Er entscheidet über die Punktevergabe und überwacht das Spiel. Der Name Bossaball ist also nicht willkürlich gewählt, sondern zielt darauf ab, Sport, Musik und gute Stimmung miteinander zu verbinden und so eine ganz eigene Sportart zu kreieren.